# Jamaikanische Badmintonmeisterschaft 1972
Die Jamaikanische Badmintonmeisterschaft 1972 fand im Herbst 1972 in Kingston statt. Es war die 25. Austragung der nationalen Titelkämpfe im Badminton von Jamaika.	

## Sieger und Finalisten
| Disziplin    | Gold                           | Silber                          |
| ------------ | ------------------------------ | ------------------------------- |
| Herreneinzel | Keith Palmer                   | Richard Wong                    |
| Dameneinzel  | Margaret Parslow               | Jennifer Haddad                 |
| Herrendoppel | Keith Palmer Richard Wong      | Anthony Garcia Richard Roberts  |
| Damendoppel  | Jennifer Haddad Joan Lyn       | Barbara Lai A. Lowe             |
| Mixed        | Keith Palmer Christine Bennett | Richard Roberts Jennifer Haddad |